# Malcolm Wilson (político)
Charles Malcolm Wilson (Nova Iorque, 26 de fevereiro de 1914 - New Rochelle, 13 de março de 2000) foi um político e advogado americano, que atuou por um ano como governador do Estado de Nova Iorque.